# Пирит
Пирит је минерал из групе сулфида, хемијске формуле . Кристалише тесерално - парахемиедријски. Јавља се у облику кристала различите величине. Његови кристали најчешће имају облик хексаедра. Такође се јавља, мада у ређем броју случајева, и у облику масивних и зрнастих агрегата.

## Физичка својства
Пирит је златножуте боје и црног огреба. Непровидан је, непрозрачан и металичне сјајности. Прелом пирита је нераван до шкољкаст. У већини случајева цепљивост није присутна. Тврдина пирита је 6 по Мосовој скали. Специфична маса износи 4,92—5,01 g/cm³.

## Постанак и парагенеза
Настанак пирита најчешће је повезан са хидротермалним процесима у Земљиној кори, при чему образује пиритске жице и минерализације. Значајне количине пирита настају приликом образовања бакарних, оловних и цинканих лежишта. 
Пирит може постати и контактно метасоматским процесима у скарновима. У том случају пирит се налази у парагенези са другим сулфидима и контактним силикатима. 
Пирит може настати и седиментним процесима у редукционим условима (најчешће глина и угаљ). 
Појавни облик пирита може бити у виду импрегнације, и тада је он акцесоран минерал у магматским стенама киселог карактера, као и у пегматиту.

## Распрострањење и примена
Пирит је распрострањен минерал и пратилац скоро свих сулфидних минерализација. Користи се за добијање сумпорне киселине и сребра, ако га садржи у повишеним количинама. Најчешће се налази у Перуу, у Јужној Америци.

## Галерија
- Амонити
- Пирит из Шпаније